# Alicia von Rittberg
Alicia Contessa von Rittberg (Monaco di Baviera, 10 dicembre 1993) è un'attrice tedesca.

## Biografia
Ha studiato economia presso la Zeppelin University di Friedrichshafen, abbandonandola in favore della carriera da attrice iniziata nel 2000 nel programma per bambini Dingsda per la rete televisiva tedesca KIKA. Negli anni è apparsa in alcuni programmi televisivi, tra cui nel 2005 Die Rosenheim-Cops per il canale ZDF. Dal 2008 al 2009 arriva il successo con Meine wunderbare Familie.
Nel 2009 esordisce nel cinema in Romy (film biografico sulla vita di Romy Schneider). Nel 2011 recita nel film Hindenburg - L'ultimo volo, film ispirato al disastro del dirigibile LZ 129 Hindenburg del 1937 e prodotto da RTL ed ORF 2. Nel 2013 ha vinto il Bavarian TV Awards per la sua interpretazione in Und alle haben geschwiegen. Nel 2014 riveste il ruolo di Emma in Fury (diretto da David Ayer). Apparirà nel thriller Il traditore tipo, diretto da Susanna White e basato sull'omonimo libro di John Le Carré.

## Filmografia parziale

### Cinema
- La scelta di Barbara (Barbara) (2012)
- Fury, regia di David Ayer (2014)
- Il traditore tipo (Our Kind of Traitor), regia di Susanna White (2016)
- Balloon - Il vento della libertà (Ballon), regia di Michael Herbig (2018)
- Resistance - La voce del silenzio (Resistance), regia di Jonathan Jakubowicz (2020)
- Hello Again - Un giorno per sempre (Hello Again - Ein Tag für immer) (2020)

### Televisione
- Il commissario Köster – serie TV (2006)
- Hindenburg - L'ultimo volo (Hindenburg), regia di Philipp Kadelbach – film TV (2011)
- Charité – serie TV, 6 episodi (2017)
- Becoming Elizabeth – serie TV, 8 episodi (2022)

## Doppiatrici italiane
Nelle versioni in italiano delle opere in cui ha recitato, Alicia von Rittberg è stata doppiata da:
- Erica Necci in Hindenburg - L'ultimo volo
- Emanuela Ionica in Il traditore tipo
- Veronica Puccio in Becoming Elizabeth